# 西善寺 (文京区)
西善寺（さいぜんじ）は、東京都文京区にある真宗大谷派系の単立寺院。

## 歴史
1616年（元和2年）、了願によって開山された。了願は俗名「安藤蔵人」といい、横笛の名手であったが、東本願寺第13世宣如の下で出家し、「了願」と称した。元々は本郷に位置していたが、1683年（天和3年）に現在地に移転した。
かつては宗祖親鸞作の聖徳太子像を所蔵していたが、1945年（昭和20年）の空襲で避難していたところに爆弾が直撃し、不運にも焼失した。

## 墓所
- 近藤重蔵（探検家）

江戸時代に千島列島を探検したことで知られる。

## 交通アクセス
- 東大前駅より徒歩4分。